# Iphiaulax maculinervis
Iphiaulax maculinervis är en stekelart som beskrevs av Embrik Strand 1912. Iphiaulax maculinervis ingår i släktet Iphiaulax och familjen bracksteklar. Inga underarter finns listade i Catalogue of Life.